# 1995–1996-os magyar női labdarúgókupa
A magyar női labdarúgókupában 1995–1996-ban nyolc csapat küzdött a kupa elnyeréséért. A győzelmet a Femina szerezte meg. A címvédő a Pécsi Fortuna FC csapata volt.

## Negyeddöntők
| 1. csapat            | 2. csapat               | Eredmény  |
| -------------------- | ----------------------- | --------- |
| Renova Spartacus     | Meldetechnik Femina     | 1–2 (1–0) |
| László Kórház        | Pécsi Fortuna-BAT       | 2–1 (0–1) |
| Szegedi Boszorkányok | Íris-Hungaro-Kábel      | 5–2 (3–0) |
| Viktória FC          | Dunaújvárosi Pentele FC | 0–2 (0–2) |

## Elődöntők
| 1. csapat            | 2. csapat               | Eredmény  |
| -------------------- | ----------------------- | --------- |
| Szegedi Boszorkányok | Meldetechnik Femina     | 2–5 (1–3) |
| László Kórház        | Dunaújvárosi Pentele FC | 3–0 (1–0) |

## Döntő
| 1996. |

| Meldetechnik Femina | 2–0   | László Kórház |
| ------------------- | ----- | ------------- |
|                     | (0–0) |               |

|  |

## Lásd még
- 1995–1996-os magyar női labdarúgó-bajnokság (első osztály)